# Wallis Simpson
Pour les articles homonymes, voir Simpson.
Bessie Wallis Warfield, tout d'abord Spencer (par son 1er mari) puis Simpson (2e mari) est née le 19 juin 1896 à Blue Ridge Summit (Pennsylvanie) et morte le 24 avril 1986 à Paris (France). Elle est une personnalité et socialite américaine. Elle prend le titre de duchesse de Windsor après son mariage en juin 1937 avec l'ancien roi du Royaume-Uni Édouard VIII, devenu duc de Windsor après son abdication en 1936 pour l'épouser.

## Biographie

### Jeunesse

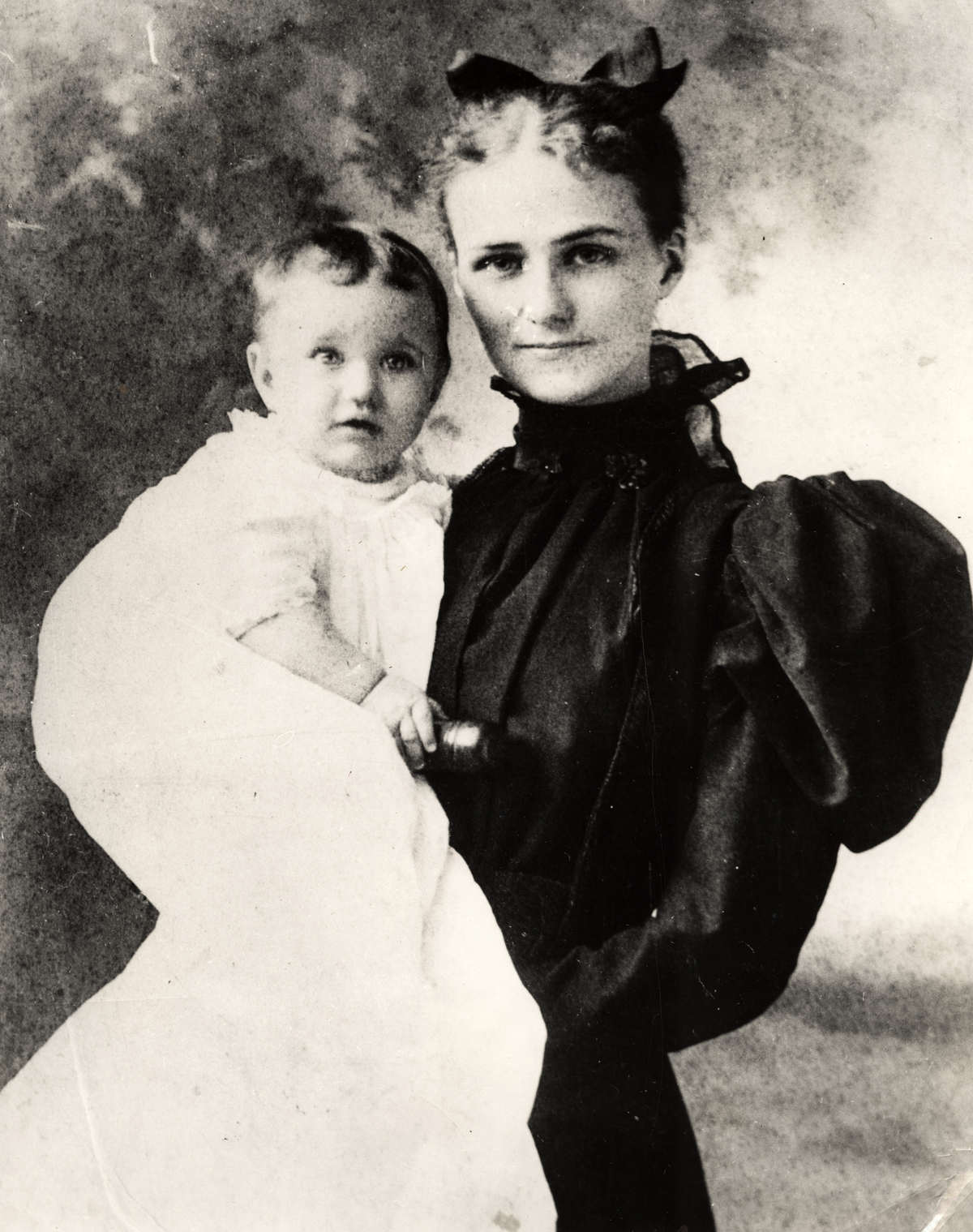
Wallis, six mois, avec sa mère, Alice Warfield (fin 1896)

Wallis Simpson est issue de deux familles de notables du Sud des États-Unis.
Son père, Teackle Wallis Warfield, originaire du Maryland est le cadet d'une famille établie aux États-Unis depuis 1662. Elle compte en son sein un gouverneur du Maryland, Edwin Warfield ; sa mère Alice Montague, originaire de Virginie est la fille d'un homme d'affaires et ancien agent de change, William Latane Montague, et de Sally Howard Love.
Lorsque les futurs parents de Wallis Simpson se rencontrent, leurs familles sont hostiles à leur relation car Teackle Wallis Warfield est tuberculeux depuis son plus jeune âge. Mais Alice se trouve enceinte et pour éviter un scandale, le couple est obligé de se marier discrètement le 19 novembre 1895 dans le salon du pasteur de la ville.
Wallis Simpson naît le 19 juin 1896 à 22 h 30 à Squaw Cottage, un pavillon en bois de l'hôtel Monterey Inn situé à Blue Ridge Summit (Pennsylvanie) une station de montagne du comté de Franklin, en Pennsylvanie, près de la ville de Hagerstown. Selon la tradition sudiste, elle reçoit un double prénom.
Son père meurt quatre mois plus tard. Sa mère s'installe dans la demeure familiale des Warfield sous la tutelle de la belle-mère Anna Warfield (née Emory) et de l'oncle Solomon Davies Warfield (dit « oncle Sol »). Il est l'aîné de la famille et gère l'héritage paternel. Brillant et célibataire, il est receveur général des postes de Baltimore, directeur d'une compagnie de chemins de fer, de plusieurs manufactures et est propriétaire de dizaines de brevets, ce qui le place à la tête d'une fortune estimée à 3 millions de dollars. Wallis vit grâce à sa protection et sous son toit, entourée de domestiques.

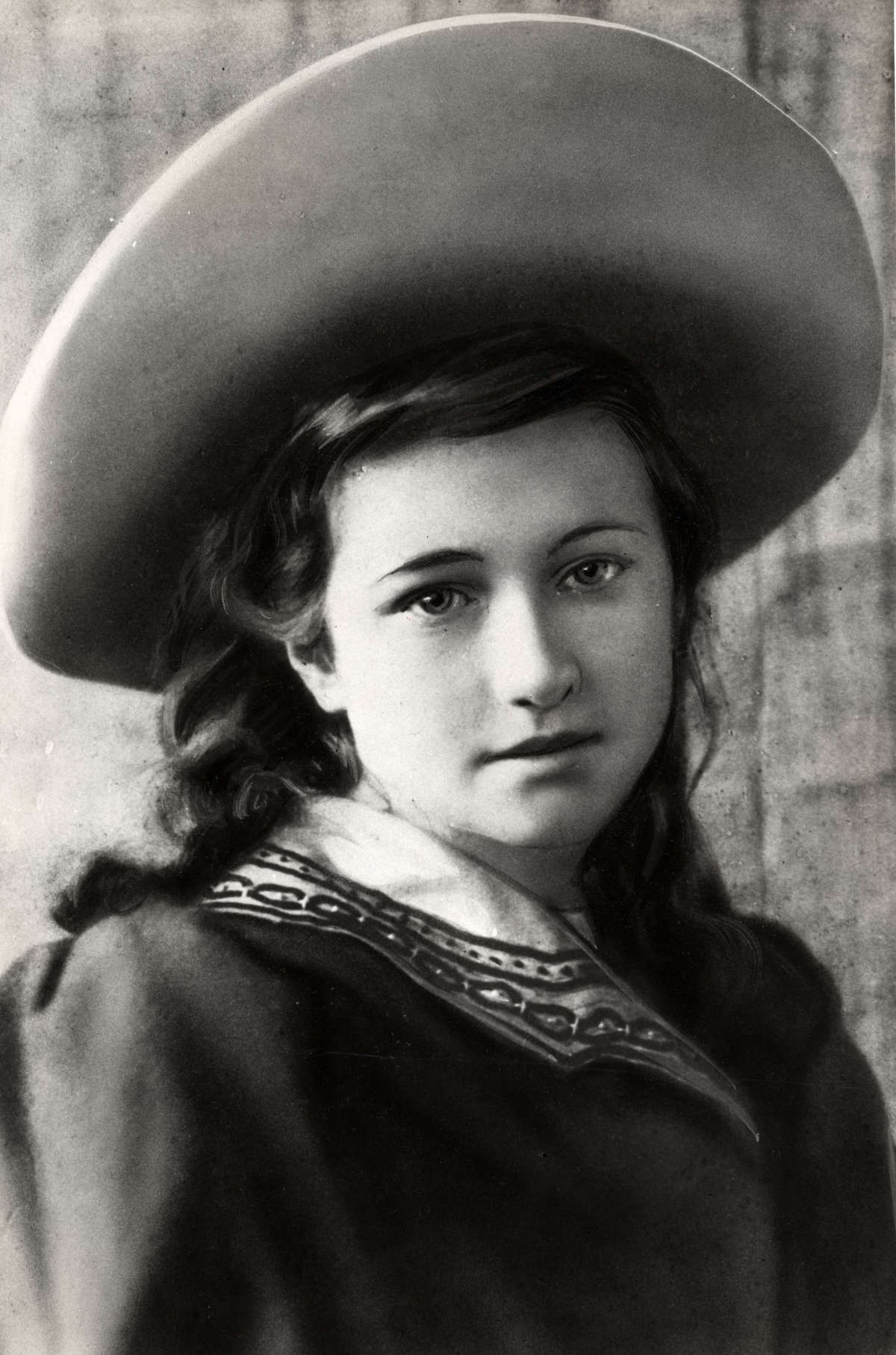
Wallis, âgée de dix ans.

En 1902, sa tante Bessie Merryman (née Montague), devenue veuve, accueille la mère et la fille dans sa maison de Baltimore que fréquente l'écrivain Upton Sinclair. La même année, la fillette fait ses débuts à l'école.
En 1906, « oncle Sol » lui finance les cours d'Arundel School. À cette école, elle fait la connaissance de Charlotte Noland, professeur de gymnastique qui organise des camps d'été dans sa propriété de Burland, où les enfants découvrent la vie en plein air. Elle garde cependant, durant cette période, un lien avec ses oncles et tantes, à qui elle rend visite, tantôt chez les Warfield tantôt chez les Montague.
En 1907, sa mère se lie avec John Freeman Rasin, le fils aîné du chef du parti démocrate de Baltimore et déménage. Ils se marient en 1908. La même année, sa mère sous-loue des chambres dans Preston Street et fait même table d'hôte pendant un moment.
En 1911, Wallis Simpson entre à Oldfield School, une école austère où les jeunes filles lisent surtout la Bible, et dont il n'est possible de sortir que deux week-ends dans l'année ; un pensionnat destiné à former de futures épouses d'hommes du grand monde, et qui est l'école de filles la plus chère de l’État. La scolarité est payée par l'oncle Sol. Wallis Simpson s'y fait deux bonnes amies : Renée Dupont de Nemours et Mary Kirk, et continue chaque été à se rendre au camp de Miss Noland.
En 1913, la mort de son beau-père John Rasin replace sa mère dans une situation précaire.
En 1914, à sa sortie d'Oldfield School, sa préoccupation est désormais de se trouver un mari. Wallis Simpson va alors de mondanités en mondanités, parrainée par « oncle Sol » ainsi que par une tante, Lelia, qui réside à Washington. Elle enchaîne les bals, les soirées, et les déjeuners entre Baltimore, Washington et la Virginie, comme à l'université de Princeton ou à l'Académie navale d'Annapolis. Le riche Carter Osborne la courtise vainement.
Fin 1915, à la mort de sa grand-mère Anna Emory, Wallis Simpson est obligée d'observer le deuil, interrompant ainsi sa vie mondaine.
En avril 1916, Sa tante Lelia Montague (née Sinclair) et sa cousine Corinne Mustin (née Montague) l'invitent à Pensacola en Floride. C'est là qu'elle rencontre son futur mari l'officier Earl Winfield Spencer.
C'est à partir de ce moment qu'elle cherche, comme elle le dira, à « prendre sa revanche sur la vie ».

### Deux premiers mariages

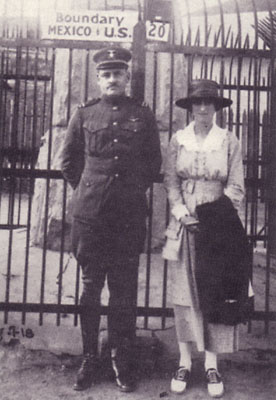
Wallis et son premier mari, Earl W. Spencer, Jr., 1918.

Le 8 novembre 1916, Wallis Warfield se marie avec Earl Winfield Spencer, Jr. (en), officier de marine alcoolique et violent, pionnier de l'aéronavale américaine, par ailleurs agent secret des États-Unis.
En 1922, il sert en tant que commandant du USS Pampanga (en) en Extrême Orient. Son épouse, qui l'a rejoint, en profite pour visiter la Chine de l'époque des Seigneurs de la guerre. Selon certains de ses biographes elle y aurait appris des techniques de massages érotiques par des professionnelles, ce qui lui aurait permis plus tard de s'attacher le prince de Galles (futur Édouard VIII) ; cette hypothèse est rejetée par d'autres biographes,. Selon l'épouse de l'un des collègues d'Earl Winfield Spencer, Mme Milton E. Miles (en), Wallis Simpson aurait rencontré à Pékin le comte Galeazzo Ciano, futur gendre de Benito Mussolini et aurait eu une liaison avec lui. Enceinte de lui, elle se serait fait avorter, ce qui l'aurait rendue stérile. Cette rumeur se répand vite, bien qu'elle ait été toujours démentie par l'épouse de Ciano, Edda Mussolini.
De retour aux États-Unis, le couple Spencer y vit séparé, leur divorce étant prononcé le 10 décembre 1927.
Le 21 juillet 1928, après son divorce, Wallis ex-Spencer se remarie  avec Ernest Aldrich Simpson (en), dirigeant d'une grande entreprise du transport maritime. 
Le 10 janvier 1931, elle rencontre pour la première fois Edward, prince de Galles et futur roi du Royaume-Uni de Grande-Bretagne et d'Irlande du Nord, puis le revoit au cours de nombreuses soirées entre 1931 et 1934.
À cette époque, le couple vivant au-dessus de ses moyens connaît des difficultés financières et doit renvoyer plusieurs membres de son personnel.

### Relation avec Édouard VIII et crise d'abdication

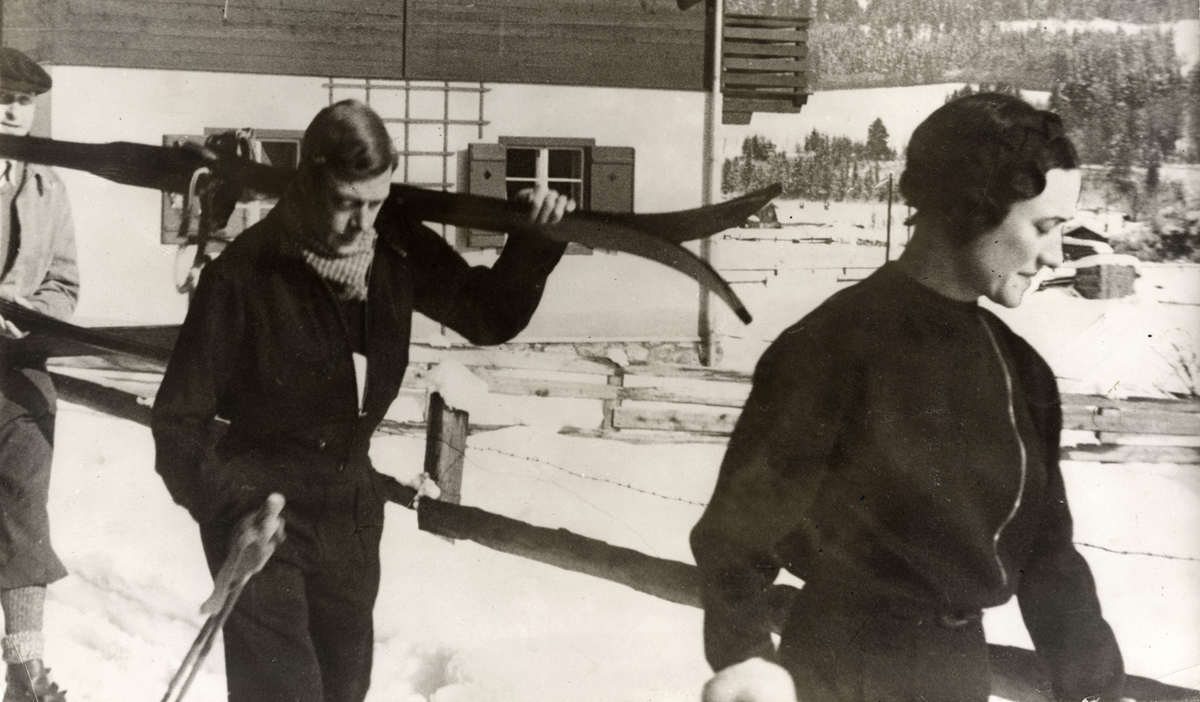
Wallis Simpson et le prince de Galles aux sports d'hiver à Kitzbühel (Autriche), en février 1935, avant leur mariage.

C'est pendant son deuxième mariage, dit-on[Qui ?], en 1934, qu'elle devient la maîtresse d'Édouard, prince de Galles. Deux ans plus tard celui-ci, devenu Édouard VIII, roi d'Angleterre et empereur des Indes, lui propose le mariage. Cette intention d'épouser une Américaine deux fois divorcée, dont les deux ex-maris vivent encore et qui traîne une réputation d'intrigante, provoque au Royaume-Uni et dans les dominions une crise constitutionnelle qui débouche finalement sur l'abdication du roi en décembre 1936, laissant celui-ci libre de se marier avec celle qu'il appelait « la femme que j'aime ».
Les services de renseignement britannique et le FBI enquêtent sur elle, notamment sur sa pratique des salons de massage en Chine soupçonnés d'être des officines d'espions. Ces services secrets montrent aussi que Wallis noue des relations avec de nombreux hauts dignitaires nazis qui arrivent au pouvoir en Allemagne en 1933, notamment avec Joachim von Ribbentrop, ambassadeur d'Allemagne à Londres. À cette époque se développe dans de nombreux cercles dirigeants britanniques un double sentiment germanophile et hitlérophile, et le couple fait partie de ces aristocrates conservateurs britanniques qui voient d'un bon œil le régime nazi considéré comme un rempart contre la Russie communiste.

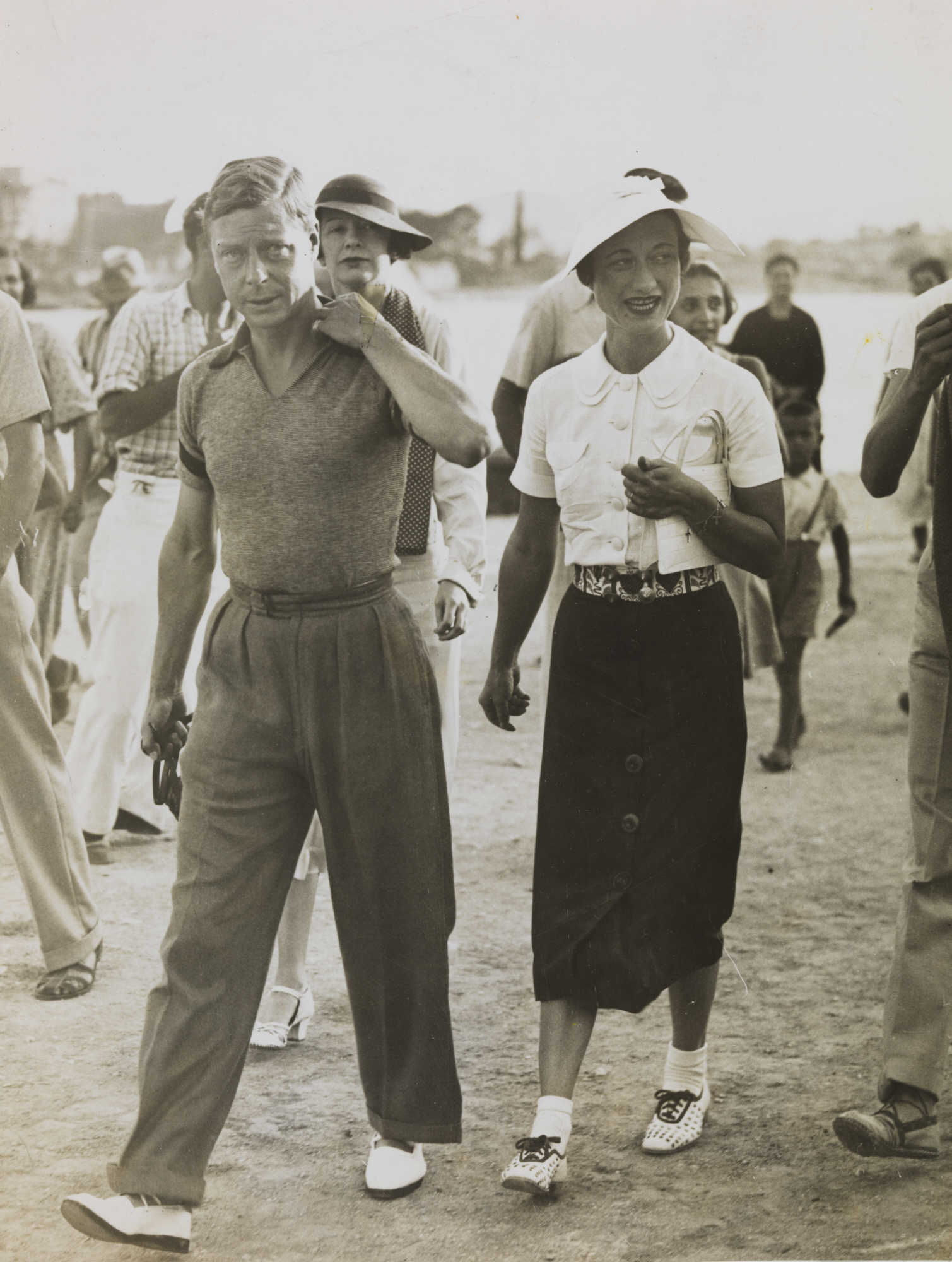
Édouard VIII et Wallis Simpson en vacances en Yougoslavie, 1936.

Le gouvernement britannique craint alors que la maîtresse du roi puisse envoyer des documents confidentiels, détenus par le souverain, à Berlin ou être payée par les services secrets allemands pour influencer encore plus le roi en faveur de l'Allemagne. Ainsi, la mythographie romantique qui donne comme cause à la crise d'abdication d'Édouard VIII l'amour de ce dernier pour sa maîtresse et son obstination à vouloir épouser une divorcée, cacherait une manœuvre du gouvernement britannique pour écarter un couple qui avait beaucoup trop de sympathie pour l’Allemagne nazie. En effet, avant, pendant et après la Seconde Guerre mondiale, dans les sphères dirigeantes et dans le public, le duc et la duchesse de Windsor sont suspectés d'avoir des sympathies nazies, ce qui aurait donc incité le gouvernement britannique et le Premier ministre à encourager Édouard VIII à abdiquer. Le biographe officiel des Windsor, Philip Ziegler, réfute cette thèse, expliquant que la duchesse ne s'intéressait pas à la politique et que le duc, germanophile et anticommuniste, parent du tsar Nicolas II, avait noué des contacts avec Hitler parce qu'il s'opposait, à l'époque, au communisme soviétique.

### Duchesse de Windsor

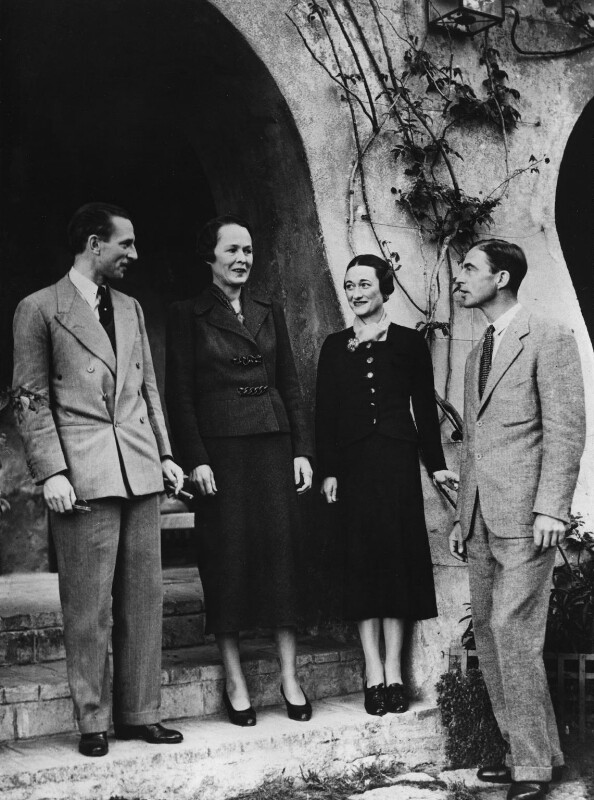
Herman et Katherine Rogers (à gauche) avec Wallis et Lord Brownlow en France, 1936.

Après l'abdication d'Édouard, son frère Albert, devenu roi sous le nom de George VI, lui accorde le titre de duc de Windsor. L'ancien roi et nouveau duc épouse Wallis Simpson six mois plus tard, le 3 juin 1937, au château de Candé à Monts en Indre-et-Loire, propriété de l'industriel franco-américain Charles Bedaux, affairiste sulfureux, pro-allemand (décrit par Charles Higham comme un « agent d'espionnage industriel pour le gouvernement nazi »), possédant une villa à Berchtesgaden (village où Adolf Hitler avait sa résidence secondaire). Après ce mariage, auquel n'assiste aucun membre de la famille royale, Wallis reçoit officiellement le titre de duchesse de Windsor, mais sans le prédicat d'altesse royale, ce qui est un véritable camouflet[réf. nécessaire].
Selon des informations transmises par Carl Alexander de Wurtemberg — devenu moine bénédictin sous le nom de « père Odo » — à un agent du FBI, au cours de la Seconde Guerre mondiale, Wallis Simpson aurait été la maîtresse de Joachim von Ribbentrop quand celui-ci était ambassadeur en Grande-Bretagne en 1936, ce dernier lui envoyant tous les jours dix-sept œillets, « le nombre de fois où ils avaient couché ensemble »,.
De 1937 à 1940, le duc et la duchesse vivent surtout en France.
En mai 1940, avec l'avancée des troupes allemandes sur le sol français, le couple quitte son domicile parisien pour Biarritz d'abord, pour l'Espagne en juin puis à Lisbonne au Portugal. Elle faillit se faire enlever avec son mari par une équipe de la SD commandée par Walter Schellenberg,. Après la guerre, le couple s'installe de nouveau en France[réf. nécessaire]. Dans les années 1940, il habite l'hôtel particulier du 24 boulevard Suchet (16e arrondissement), près du Bois de Boulogne.
Dans les années 1950 et 1960, le couple vit entre Europe et États-Unis, menant la vie oisive et mondaine que leur offrait leur célébrité.
À partir de 1953, le couple habite une villa au no 4 route du Champ-d'Entraînement, dans le 16e arrondissement de Paris, à proximité de Neuilly-sur-Seine et toujours longeant le bois de Boulogne. 
Le 28 mai 1972, son mari meurt dans cette résidence. La duchesse y vit retirée et se montre rarement en public, ses dix dernières années étant régentées par son exécuteur testamentaire, l'avocate Suzanne Blum. Celle-ci aurait profité de sa faiblesse grandissante, beaucoup de mobilier (meubles, bijoux) disparaissant à cette époque et étant revendu dans des salles de vente[réf. à confirmer]. Sa vie privée est à l'origine de bien des spéculations, et Wallis reste une figure controversée dans l'histoire britannique.
En 1973, un an après la mort de son époux, la duchesse, héritière sans partage de ses biens, décide de léguer un important ensemble de meubles et tableaux aux musées français, la part la plus importante revenant au château de Versailles. 
De santé fragile et souffrant de démence sénile, la duchesse meurt le 24 avril 1986 dans sa résidence de Paris et est inhumée dans le cimetière royal à l'arrière du mausolée de la reine Victoria et du prince Albert à Frogmore, aux côtés de son époux en tant que « Wallis, duchesse de Windsor ».
Le couple ayant désigné l'Institut Pasteur comme légataire universel, la vente de bijoux aux enchères rapporte à l'Institut 75,42 millions de francs suisses, soit environ 300 millions de francs (équivalent d'environ 45 millions d'Euros à l'époque). La condition de ce legs était qu'il ne puisse financer des recherches impliquant des animaux de laboratoire, aussi l'Institut emploie ces fonds pour la construction d'une bibliothèque et d'un centre d'informatique scientifique. Le reliquat des biens mobiliers est, quant à lui, racheté en bloc en 1986 par Mohamed Al-Fayed qui négocie un nouveau bail de vingt-cinq ans avec la ville de Paris, rebaptisant l'hôtel de Boulogne « villa Windsor » et investissant 50 millions de dollars dans sa restauration, dans le dessein annoncé de le transformer en un « petit musée » dédié à la gloire du couple.
En 1998, Mohamed Al-Fayed décide de vendre aux enchères chez Sotheby's à New York 40 000 objets de la villa ayant appartenu au couple.

## Mariages et titres successifs

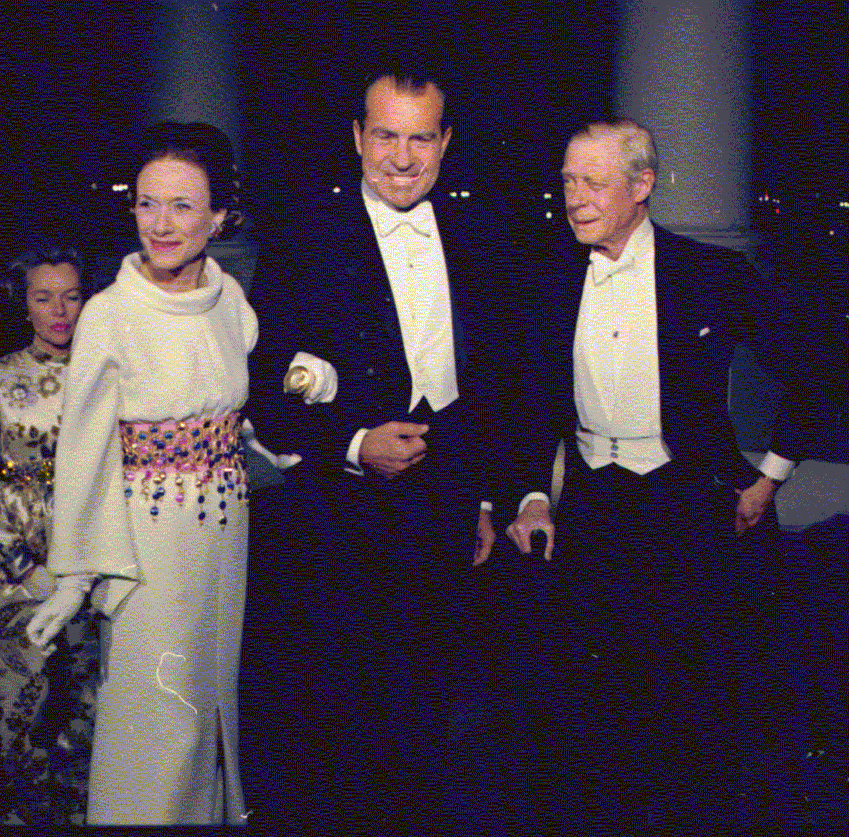
Le duc de Windsor et la duchesse de Windsor en 1970, accompagnés du président américain Richard Nixon.

### Mariages
1. Earl Winfield Spencer Jr. (1916-1927)
2. Ernest Aldrich Simpson (1928-1937)
3. le prince Édouard, duc de Windsor (1937-1972), le 3 juin 1937 au château de Candé.

### Titres
- Miss Bessie Wallis Warfield (1896-1916)
- Mrs Earl Winfield Spencer (1916-1927)
- Mrs Wallis Spencer (1927-1928)
- Mrs Ernest Aldrich Simpson (1928-1937)
- Mrs Wallis Simpson (1937)
- Mrs Wallis Warfield (1937)
- Sa Grâce la duchesse de Windsor (1937-1986).

## Ascendance
|  |                                      |  |  |  |  |  |  |  |  |  |  |  |  |  |  |  |
|  | 16. Benjamin Warfield                |  |  |  |  |  |  |  |  |  |  |  |  |  |  |  |
|  |                                      |  |  |  |  |  |  |  |  |  |  |  |  |  |  |  |
|  |                                      |  |  |  |  |  |  |  |  |  |  |  |  |  |  |  |
|  | 8. Daniel Warfield                   |  |  |  |  |  |  |  |  |  |  |  |  |  |  |  |
|  |                                      |  |  |  |  |  |  |  |  |  |  |  |  |  |  |  |
|  |                                      |  |  |  |  |  |  |  |  |  |  |  |  |  |  |  |
|  | 17. Ariana Dorsey                    |  |  |  |  |  |  |  |  |  |  |  |  |  |  |  |
|  |                                      |  |  |  |  |  |  |  |  |  |  |  |  |  |  |  |
|  |                                      |  |  |  |  |  |  |  |  |  |  |  |  |  |  |  |
|  | 4. Henry Mactier Warfield            |  |  |  |  |  |  |  |  |  |  |  |  |  |  |  |
|  |                                      |  |  |  |  |  |  |  |  |  |  |  |  |  |  |  |
|  |                                      |  |  |  |  |  |  |  |  |  |  |  |  |  |  |  |
|  | 18. Alexander Mactier                |  |  |  |  |  |  |  |  |  |  |  |  |  |  |  |
|  |                                      |  |  |  |  |  |  |  |  |  |  |  |  |  |  |  |
|  |                                      |  |  |  |  |  |  |  |  |  |  |  |  |  |  |  |
|  | 9. Nancy Ann Mactier                 |  |  |  |  |  |  |  |  |  |  |  |  |  |  |  |
|  |                                      |  |  |  |  |  |  |  |  |  |  |  |  |  |  |  |
|  |                                      |  |  |  |  |  |  |  |  |  |  |  |  |  |  |  |
|  | 19. Frances Crane                    |  |  |  |  |  |  |  |  |  |  |  |  |  |  |  |
|  |                                      |  |  |  |  |  |  |  |  |  |  |  |  |  |  |  |
|  |                                      |  |  |  |  |  |  |  |  |  |  |  |  |  |  |  |
|  | 2. Teackle Wallis Warfield           |  |  |  |  |  |  |  |  |  |  |  |  |  |  |  |
|  |                                      |  |  |  |  |  |  |  |  |  |  |  |  |  |  |  |
|  |                                      |  |  |  |  |  |  |  |  |  |  |  |  |  |  |  |
|  | 20. Thomas Lane Emory                |  |  |  |  |  |  |  |  |  |  |  |  |  |  |  |
|  |                                      |  |  |  |  |  |  |  |  |  |  |  |  |  |  |  |
|  |                                      |  |  |  |  |  |  |  |  |  |  |  |  |  |  |  |
|  | 10. Richard Emory                    |  |  |  |  |  |  |  |  |  |  |  |  |  |  |  |
|  |                                      |  |  |  |  |  |  |  |  |  |  |  |  |  |  |  |
|  |                                      |  |  |  |  |  |  |  |  |  |  |  |  |  |  |  |
|  | 21. Elizabeth Hopewell               |  |  |  |  |  |  |  |  |  |  |  |  |  |  |  |
|  |                                      |  |  |  |  |  |  |  |  |  |  |  |  |  |  |  |
|  |                                      |  |  |  |  |  |  |  |  |  |  |  |  |  |  |  |
|  | 5. Anna Emory                        |  |  |  |  |  |  |  |  |  |  |  |  |  |  |  |
|  |                                      |  |  |  |  |  |  |  |  |  |  |  |  |  |  |  |
|  |                                      |  |  |  |  |  |  |  |  |  |  |  |  |  |  |  |
|  | 22. Archibald Gittings               |  |  |  |  |  |  |  |  |  |  |  |  |  |  |  |
|  |                                      |  |  |  |  |  |  |  |  |  |  |  |  |  |  |  |
|  |                                      |  |  |  |  |  |  |  |  |  |  |  |  |  |  |  |
|  | 11. Anna Gittings                    |  |  |  |  |  |  |  |  |  |  |  |  |  |  |  |
|  |                                      |  |  |  |  |  |  |  |  |  |  |  |  |  |  |  |
|  |                                      |  |  |  |  |  |  |  |  |  |  |  |  |  |  |  |
|  | 23. Elizabeth Bosley                 |  |  |  |  |  |  |  |  |  |  |  |  |  |  |  |
|  |                                      |  |  |  |  |  |  |  |  |  |  |  |  |  |  |  |
|  |                                      |  |  |  |  |  |  |  |  |  |  |  |  |  |  |  |
|  | 1. Wallis, duchesse de Windsor       |  |  |  |  |  |  |  |  |  |  |  |  |  |  |  |
|  |                                      |  |  |  |  |  |  |  |  |  |  |  |  |  |  |  |
|  |                                      |  |  |  |  |  |  |  |  |  |  |  |  |  |  |  |
|  | 24. John Montague                    |  |  |  |  |  |  |  |  |  |  |  |  |  |  |  |
|  |                                      |  |  |  |  |  |  |  |  |  |  |  |  |  |  |  |
|  |                                      |  |  |  |  |  |  |  |  |  |  |  |  |  |  |  |
|  | 12. Henry Brown Montague             |  |  |  |  |  |  |  |  |  |  |  |  |  |  |  |
|  |                                      |  |  |  |  |  |  |  |  |  |  |  |  |  |  |  |
|  |                                      |  |  |  |  |  |  |  |  |  |  |  |  |  |  |  |
|  | 25. Rebecca Brown                    |  |  |  |  |  |  |  |  |  |  |  |  |  |  |  |
|  |                                      |  |  |  |  |  |  |  |  |  |  |  |  |  |  |  |
|  |                                      |  |  |  |  |  |  |  |  |  |  |  |  |  |  |  |
|  | 6. William Latane Montague           |  |  |  |  |  |  |  |  |  |  |  |  |  |  |  |
|  |                                      |  |  |  |  |  |  |  |  |  |  |  |  |  |  |  |
|  |                                      |  |  |  |  |  |  |  |  |  |  |  |  |  |  |  |
|  | 26. Capitaine John Moody             |  |  |  |  |  |  |  |  |  |  |  |  |  |  |  |
|  |                                      |  |  |  |  |  |  |  |  |  |  |  |  |  |  |  |
|  |                                      |  |  |  |  |  |  |  |  |  |  |  |  |  |  |  |
|  | 13. Mary Anne Moody                  |  |  |  |  |  |  |  |  |  |  |  |  |  |  |  |
|  |                                      |  |  |  |  |  |  |  |  |  |  |  |  |  |  |  |
|  |                                      |  |  |  |  |  |  |  |  |  |  |  |  |  |  |  |
|  | 27. Rebecca Lubbock[réf. nécessaire] |  |  |  |  |  |  |  |  |  |  |  |  |  |  |  |
|  |                                      |  |  |  |  |  |  |  |  |  |  |  |  |  |  |  |
|  |                                      |  |  |  |  |  |  |  |  |  |  |  |  |  |  |  |
|  | 3. Alice Montague                    |  |  |  |  |  |  |  |  |  |  |  |  |  |  |  |
|  |                                      |  |  |  |  |  |  |  |  |  |  |  |  |  |  |  |
|  |                                      |  |  |  |  |  |  |  |  |  |  |  |  |  |  |  |
|  | 28. Dr. Thomas Love                  |  |  |  |  |  |  |  |  |  |  |  |  |  |  |  |
|  |                                      |  |  |  |  |  |  |  |  |  |  |  |  |  |  |  |
|  |                                      |  |  |  |  |  |  |  |  |  |  |  |  |  |  |  |
|  | 14. Capitaine Thomas Love            |  |  |  |  |  |  |  |  |  |  |  |  |  |  |  |
|  |                                      |  |  |  |  |  |  |  |  |  |  |  |  |  |  |  |
|  |                                      |  |  |  |  |  |  |  |  |  |  |  |  |  |  |  |
|  | 29. Martha Worthington               |  |  |  |  |  |  |  |  |  |  |  |  |  |  |  |
|  |                                      |  |  |  |  |  |  |  |  |  |  |  |  |  |  |  |
|  |                                      |  |  |  |  |  |  |  |  |  |  |  |  |  |  |  |
|  | 7. Sally Howard Love                 |  |  |  |  |  |  |  |  |  |  |  |  |  |  |  |
|  |                                      |  |  |  |  |  |  |  |  |  |  |  |  |  |  |  |
|  |                                      |  |  |  |  |  |  |  |  |  |  |  |  |  |  |  |
|  | 30. George Gouldsmith Presbury       |  |  |  |  |  |  |  |  |  |  |  |  |  |  |  |
|  |                                      |  |  |  |  |  |  |  |  |  |  |  |  |  |  |  |
|  |                                      |  |  |  |  |  |  |  |  |  |  |  |  |  |  |  |
|  | 15. Frances Priscilla Presbury       |  |  |  |  |  |  |  |  |  |  |  |  |  |  |  |
|  |                                      |  |  |  |  |  |  |  |  |  |  |  |  |  |  |  |
|  |                                      |  |  |  |  |  |  |  |  |  |  |  |  |  |  |  |
|  | 31. Sarah Cassaway Howard            |  |  |  |  |  |  |  |  |  |  |  |  |  |  |  |
|  |                                      |  |  |  |  |  |  |  |  |  |  |  |  |  |  |  |
|  |                                      |  |  |  |  |  |  |  |  |  |  |  |  |  |  |  |

## Au cinéma et à la télévision
- Le film W.E. réalisé par Madonna et sorti en décembre 2011, raconte l'histoire d'amour entre Wallis et Édouard. C'est la comédienne Andrea Riseborough qui prête ses traits à Wallis Simpson.
- Elle est interprétée par Eve Best dans Le Discours d'un roi de Tom Hooper sortie en 2010.
- Edward and Mrs. Simpson, mini-série britannique centrée sur la relation amoureuse du roi Édouard VIII avec Wallis Simpson.
- Un épisode de l'émission L'Ombre d'un doute sur France 3, intitulé Edouard VIII agent des Nazis ?, présente Wallis Simpson.
- L'émission Secrets d'histoire sur France 2 du 6 septembre 2016, intitulée Wallis : la sulfureuse duchesse de Windsor, lui est consacrée[26].
- Dans la série The Crown, diffusée sur la plateforme Netflix, elle est interprétée par Lia Williams (saisons 1 et 2) puis par Geraldine Chaplin (saison 3).